# Geranomyia eurygramma eurygramma
Geranomyia eurygramma eurygramma is een ondersoort van de tweevleugelige Geranomyia eurygramma uit de familie steltmuggen (Limoniidae). De soort komt voor in het Neotropisch gebied.